# Morris Iemma
Morris Iemma, né le 21 juillet 1961, est un homme politique travailliste australien qui est le 40e premier ministre de Nouvelle-Galles du Sud. 

## Biographie
Iemma est né à Sydney, enfant unique de Giuseppe et Maria Iemma, immigrants de Calabre, dans le sud de l'Italie. Maria travaille en tant que couturière et Giuseppe (sympathisant communiste dans son pays natal), est ouvrier.
Morris rejoint le Parti travailliste australien à l'âge de 16 ans. Éduqué dans des écoles publiques de Sydney, dont le Narwee Boys' High School, aujourd'hui fermé, il est diplômé en économie de l'Université de Sydney ainsi qu'en droit de l'Université de technologie de la même ville.
En 1997 il épouse Santina Raiti, avec qui il a quatre enfants.
Il est membre de la faction la plus à droite du parti travailliste de la Nouvelle-Galles du Sud, elle-même au centre-gauche. De 1984 à 1986 il travaille au Commonwealth Bank Employees Union. Il travaille ensuite pour le sénateur Graham Richardson, qui est ministre de l'environnement et de la sécurité sociale pendant les mandats de Bob Hawke et Paul Keating, respectivement.

## Carrière parlementaire
En 1991 Iemma est élu à l'Assemblée législative de la Nouvelle-Galles du Sud en tant que représentant du district électoral de Hurstville, battant le représentant sortant, un membre du Parti libéral d'Australie. Son slogan est « Un de chez vous qui vous écoute. », et le directeur de sa campagne, Tony Burke, dit « je crois qu'il ne s'est jamais éloigné de ça ». Quand le district électoral de Hurstville est aboli en 1999, il remporte une élection difficile pour devenir représentant du district de Lakemba, qui inclut une partie de l'ancien district de Hurstville. Il est depuis le représentant de ce district.
Il est ministre des travaux et services publics et ministre assistant des naturalisations (1999-2003), ministre des sports et récréations (2001-2003), puis ministre de la santé (2003-2005). Ses années de service en tant que ministre de la santé ont été généralement sans conflit, mais il a dit que « c'était l'un des postes les plus grands et les plus difficiles en politique ».

## Premier ministre

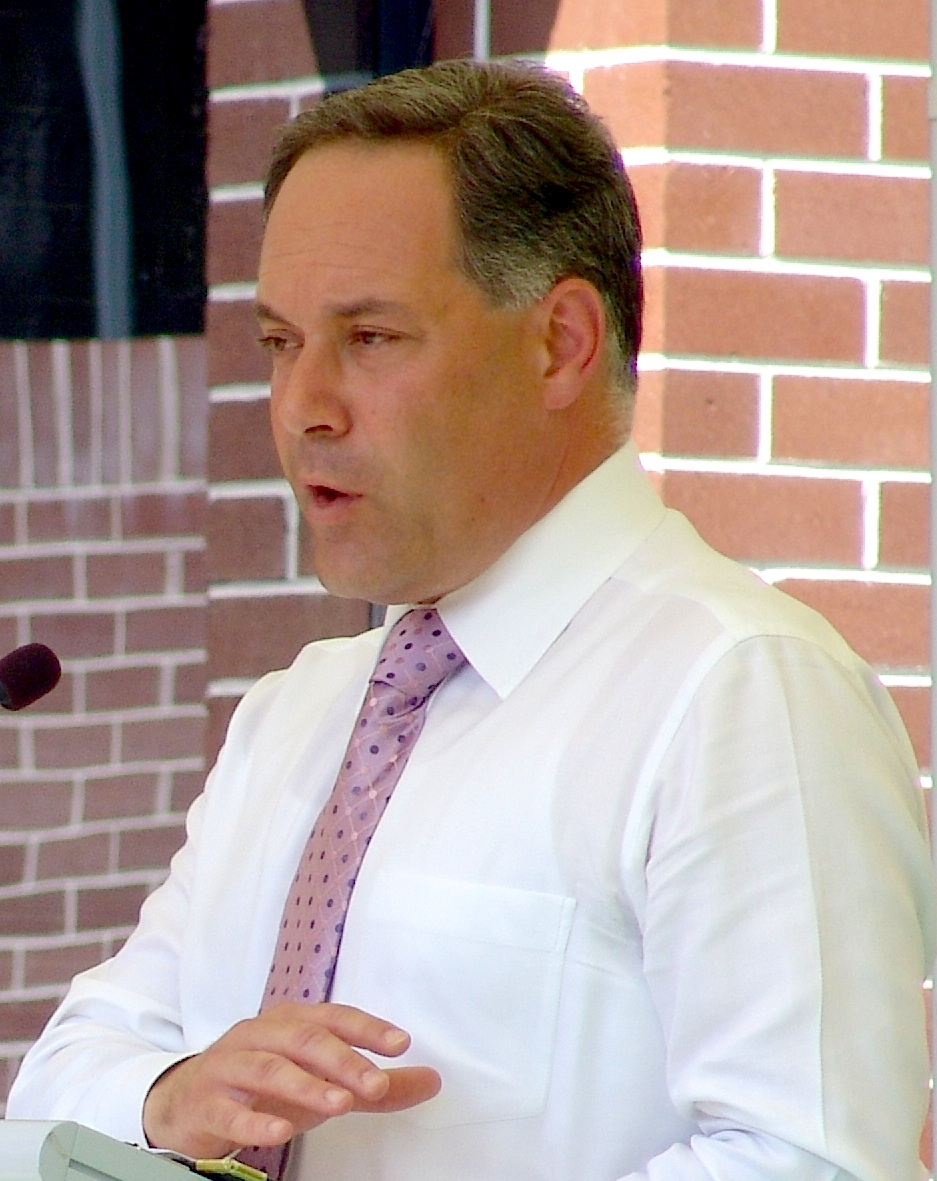
Morris Iemma en 2006

Quand Bob Carr annonce son intention de démissionner de son poste de premier ministre de Nouvelle-Galles du Sud le 3 août 2005, Iemma annonce immédiatement sa candidature pour le remplacer en tant que chef du parti travailliste de Nouvelle-Galles du Sud et en tant que premier ministre. Le ministre de police Carl Scully est aussi candidat, mais il retire sa candidature le 29 juillet. Iemma est donc l'unique candidat quand le parti se réunit le 2 août pour élire un nouveau chef. Marie Bashir, gouverneur de la Nouvelle-Galles du Sud, le fait prêter serment le 3 août.
Iemma doit immédiatement faire face à de nombreuses démissions. Le premier ministre adjoint et trésorier Andrew Refshauge et le ministre Craig Knowles, autrefois potentiellement chef de parti, déclarent quitter la politique. Iemma prend la place du trésorier. L'un de ses premiers actes est d'annoncer l'abrogation immédiate de la taxe sur les plus-values immobilières (une taxe sur les investissements immobiliers), créée par le gouvernement Carr en 2003.
Des sondages d'opinion faits en août indiquent que le parti travailliste, sous l'égide d'Iemma, maintient l'avance qu'il avait pendant le gouvernement Carr, malgré le profil discret d'Iemma. Sa position s'améliore encore avec la démission abrupte du chef libéral John Brogden. Ceci se montre dans les résultats des élections partielles du 17 septembre, causées par la démission de Carr, Refshauge et Knowles du Parlement.
Le parti travailliste garde ses trois sièges : Maroubra (celui de Carr) aisément, Macquarie Fields (celui de Knowles) facilement malgré des votes pour le parti libéral, et Marrickville (celui de Refshauge), malgré des votes pour les Verts. À Marrickville, où la candidate travailliste est la ministre de l'éducation, Carmel Tebbutt (venant du conseil législatif), le vote travailliste augmente en absence d'un candidat libéral.
Malgré sa présidence assez courte, le gouvernement Iemma a des problèmes majeurs concernant le transport, la santé et l'eau. Les journaux de Sydney ont souvent dit que son gouvernement était plus intéressé par le spin (artifice politique) qu'au développement de sa politique. Toutefois, dans les mois précédant l'élection, il garde une avance considérable dans les sondages d'opinion, et est facilement réélu aux élections de mars 2007. Le parti travailliste gagne 52 sièges comparé aux 32 de la coalition.
Il a une dispute controversée avec le cardinal Pell. 

## Démission
Le 5 septembre 2008, Iemma annonce sa démission de son poste de premier ministre après avoir perdu l'appui de son parti sur les détails d'un projet de remaniement ministériel provoqué par la démission du vice-premier ministre John Watkins. Iemma propose que cinq autres ministres quittent le gouvernement, dont Michael Costa le ministre des finances et Reba Meagher, le ministre de la Santé. Les partisans de Iemma sont d'accord pour la démission du ministre des finances mais pas pour les quatre autres ministres. Face à ce rejet, Iemma démissionne. Le groupe choisit à l'unanimité Nathan Rees comme premier ministre à sa place.
Plus tard dans la journée, Iemma annonce également sa démission en tant que député de Lakemba.